# Killing Is My Business... and Business Is Good!
Killing Is My Business... and Business Is Good! – debiutancki album thrashmetalowej grupy Megadeth, wydany w 1985 roku.

## Lista utworów
1. „Last Rites/Loved to Death” (muzyka: David Mustaine, sł. Mustaine) – 4:42
2. „Killing Is My Business... and Business Is Good!” (muz. Mustaine, sł. Mustaine) – 3:08
3. „Skull Beneath the Skin” (muz. Mustaine, sł. Mustaine) – 3:48
4. „These Boots” (cover: Lee Hazlewood) – 3:40
5. „Rattlehead” (muz. Mustaine, sł. Mustaine) – 3:43
6. „Chosen Ones” (muz. Mustaine, sł. Mustaine) – 2:56
7. „Looking Down the Cross” (muz. Mustaine, sł. Mustaine) – 5:03
8. „Mechanix” (muz. Mustaine, sł. Mustaine) – 4:25

Reedycja z 2002 roku
1. „These Boots” – 4:40
2. „Last Rites/Loved to Deth (Demo)” – 4:17
3. „Mechanix (Demo)” – 4:00
4. „The Skull Beneath the Skin (Demo)” – 3:12

## Twórcy
- Dave Mustaine – wokal, gitara prowadząca i rytmiczna, fortepian („Last Rites”), producent
- David Ellefson – gitara basowa, chórki, współproducent
- Chris Poland – gitara prowadząca („Killing Is My Business... and Business Is Good!”, „These Boots'”, „Rattlehead”), gitara rytmiczna, współproducent
- Gar Samuelson – perkusja, kotły („Rattlehead”), współproducent
- Karat Faye – inżynier dźwięku, producent
- Jay Jones – preprodukcja, manager
- Bill Kennedy – miksowanie (edycja remasterowana)
- Tom Baker – mastering (edycja remasterowana)